# Studniczky Ferenc
Studniczky Ferenc (1953. december 9. –) sportvezető, közgazdász, villamosmérnök.

## Sportvezetőként
Magyar Jégsport Szövetség (1980–1988)
1976-ban üzemmérnökként fejezte be a Kandó Kálmán Főiskolát. A Villamosenergiaipari Kutató Intézet munkatársa volt. 1980 június 22-én, huszonhét évesen lett a Magyar Jégsport Szövetség főtitkára. Sportvezetői tevékenységének ebben az időszakában Magyarországon rendezték az 1983-as C csoportos jégkorong világbajnokságot, az 1984-es műkorcsolya- és jégtánc-Európa-bajnokságot és az 1988-as műkorcsolya- és jégtánc-világbajnokságot. Növekedett a jégkorong OB I mezőnye és létre jött a magyar rövidpályás gyorskorcsolya szakág. 1985-ben a Testnevelési Főiskolán sportszervezői diplomát szerzett.
Magyar Jégkorong Szövetség (1988–1991, 2003–2010)
1988 október 31-én a Magyar Jégsport Szövetség megszűnt. Studniczky november elsejétől a Magyar Jégkorong Szövetség főtitkáraként dolgozott tovább. Az új szervezet 1990-ben C csoportos világbajnokságot rendezhetett. 1991 október végén lemondott a főtitkári posztról.
2003 júniusában az MJSZ elnökének választották. Elnöksége alatt névadó szponzora (Borsodi) lett a magyar bajnokságnak. Magyarországon szerepelt a szlovák, a kanadai és a finn válogatott. 2005-ben divízió I-es világbajnokságot rendeztek Debrecenben. A szövetség pályázott (sikertelenül) a 2011-es, a 2012-es, a 2013-as és a 2014-es vb rendezési jogára. 2006-ban újra megválasztották az MJSZ elnökének. 2008-ban a magyar válogatott megnyerte a csoportját és 2009-ben a világbajnokságon indulhatott. 2010-ben nem jelöltette magát a következő elnöki ciklusra. Az MJSZ tiszteletbeli elnöke.
Budapest Sportcsarnok (1992–1997)
Az MJSZ-ből történt távozását követően egy svéd-magyar cégnél marketingigazgató volt. 1992 októberében egy pályázat után a Budapest Sportcsarnok igazgatójának nevezték ki. 1995-ben a Közgazdasági Egyetemen vállalkozó-menedzser szakon szerzett diplomát. A BS-ben betöltött funkciója mellett társadalmi munkában a II. kerületi sportbizottságban és Danone-Honvéd férfi kosárlabda csapatánál és a Magyar curling Szövetségnél tevékenykedett, valamint részt vett streetball események szervezésében is.
Magyar Curling Szövetség
Az 1990-es elején részt vett a curling magyarországi meghonosításában. Később a Magyar Curling Szövetség főtitkára volt 1997-ig. A 2001-től 2010-ig a szövetség elnökeként tevékenykedett. Ebben az időszakban készült el az első magyarországi curling pálya. A szervezet tiszteletbeli elnöke.
Az állami sportvezetésben (1997–2001)
1997 áprilisától az Országos Testnevelési és Sporthivatal gazdasági ügyekért felelős elnökhelyettese lett. Az 1998. évi téli olimpiai játékokon a magyar csapat vezetője volt. Harcsár István távozása után 1998 szeptemberétől az év végig az OTSH megbízott elnöke volt. 1999 januárjától az Ifjúsági és Sportminisztériumban dolgozott miniszteri főtanácsadóként. 1999 december 13-án a Hungaroring Sport Rt. elnök-vezérigazgatója lett. Erről a posztjáról 2001 januárjában szakmai nézeteltérések miatt lemondott.
Magyar Vitorlásszövetség (2000–2005)
2000 decemberében a Magyar Vitorlásszövetség társelnöke lett. Ezt a posztját 2005 májusáig töltötte be.
Magyar Atlétikai Szövetség (2002–2004)
2002-től a 2004-es fedett pályás atlétikai világbajnokság szervezőbizottságának gazdasági igazgatója volt.
Magyar Labdarúgó-szövetség (2010–)
2010 szeptemberében a Magyar Labdarúgó-szövetség versenybizottságának elnöke lett.

## Egyéb tevékenysége
A 2002-ben létrehozott OTP Egészségpénztár ügyvezető igazgatója.

## Díjai, elismerései
- Miniszteri dicséret (1995)[29]
- Magyar Sportért (1996)[30]
- Az év magyar sportvezetője (NSSZ) (2009) második hely[31]
- Magyar Köztársasági Érdemrend lovagkeresztje (2009)[32]
- A Magyar Jégkorong Szövetség tiszteletbeli elnöke (2010)[33]
- A Magyar Curling Szövetség tiszteletbeli elnöke (2010)
- A Magyar Jégkorong Hírességek Csarnoka tagja (2019)